# معبد ایناری

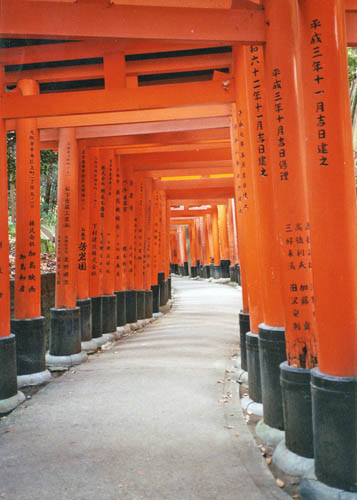
راهرویی با جداره‌های قرمز رنگ که به معبد ایناری ختم می‌شود.

معبد ایناری (به ژاپنی: 稲荷神社) یکی از معابد شینتو محسوب می‌شود که در آن خدای ایناری مورد پرستش قرار می‌گیرد، بسیاری از این معابد ایناری در ژاپن است.